# Kristel Ralston
Kristel Ralston (Ecuador, 1984) es una escritora autopublicada de género romántico. Desde la segunda edición del Premio Literario Amazon Storyteller, es miembro destacado del jurado.

## Biografía
Periodista de formación, en 2011 realizó un máster en Relaciones Públicas en Barcelona. Fue allí donde surgió su afición por el género romántico.
En 2012 terminó su primera novela, Más allá del ocaso, que autopublicó en 2013.
Un año después, en 2014, publicó su primera novela en papel, Bajo tus condiciones, con la editorial Planeta de España y Ecuador. El mismo año publicó su novela Regresar a ti, con la editorial HarperCollins Ibérica de España. 
En el 2015 fue finalista, la única escritora de novela romántica y de Latinoamérica, del 2.º Concurso Literario de Amazon, El Mundo, Esfera de Libros y Audible con su novela Lazos de Cristal.